# Полерс, Конни
Ко́нни По́лерс (нем. Conny Pohlers; род. 16 ноября 1978, Галле) — немецкая футболистка, выступавшая на позиции нападающей. Чемпион мира, чемпион Европы, двукратный бронзовый призёр летних Олимпийских игр, четырёхкратный победитель женской Лиги чемпионов УЕФА, а также лучший бомбардир турнира за всю историю существования.

## Карьера

### Клубная
Конни Полерс начала карьеру в 1985 году в клубе «ФСВ 67 Галле». Профессиональную карьеру начала в ЖФК «Турбине». За время выступлений сменила несколько клубов: «Нидеркирхен», «Атланта Бит», «Франкфурт», «Вольфсбург», «Вашингтон Спирит». За свою клубную карьеру четыре раза выигрывала Лигу чемпионов УЕФА (2004/05, 2007/08, 2012/13, 2013/14), трижды — чемпионат Германии (2003/04, 2005/06, 2012/13), четырежды — кубок Германии (2003/04, 2004/05, 2005/06, 2012/13). После сезона 2013/2014 завершила карьеру.

### В сборной
Дебютировала в составе национальной сборной Германии 10 мая 2001 года в матче против Италии. В составе сборной становилась чемпионом мира (2003), чемпионом Европы (2005), двукратным бронзовым призёром летних Олимпийских игр (2004 и 2008).

## Достижения

### Клубные
- Лига чемпионов УЕФА: победитель (4) 2004/05, 2007/08, 2012/13, 2013/14
- Чемпионат Германии: победитель (3) 2003/04, 2005/06, 2012/13
- Кубок Германии: победитель (4) 2003/04, 2004/05, 2005/06, 2012/13

### В сборной
- Чемпионат мира: победитель 2003
- Чемпионат Европы: победитель 2005
- Олимпийские игры: бронзовый призёр (2) 2004, 2008

### Индивидуальные
- Лучший бомбардир женской Бундеслиги: 2002, 2006, 2011[2]
- Лучший бомбардир Лиги чемпионов УЕФА: 48 голов[4]